# Ян Симеринк
Йоханес Мартинус Симеринк (на нидерландски: Johannes Martinus Siemerink) е нидерландски тенисист. 

## Биография
Ян Симеринк е роден на 14 април 1970 г. в Рейнсбург, Нидерландия. 

## Кариера
Ян Симеринк като юноша е шампион на Нидерландия до 18 години през 1988 г, става професионалист през 1989 г. Достига най-високо класиране на сингъл в ATP под номер 14 в света, постигнато на 12 октомври 1998 г. На двойки до номер 16 в света, постигнато на 14 октомври 1996 г. Печели четири титли от ATP на сингъл и десет на двойки.
Симеринк играе за Нидерландия за Купа Дейвис между 1991 и 2001 г., съставя рекорд от 17-10. Той помага на Нидерландия да стигне до полуфинал в Световната група през 2001 г.
След кариерата си на играч Симеринк е капитан на нидерландския отбор за Купа Дейвис от 2006 г. до 2016 г.
През февруари 2018 г. Симеринк става мениджър на футболния клуб „Аякс“.

## Кариерна статистика

### ATP финали (4 титли; 12 финала)
|        | П–З | Година | Турнир             | Клас           | Настилка   | Опонент           | Резултат                          |
| ------ | --- | ------ | ------------------ | -------------- | ---------- | ----------------- | --------------------------------- |
| Победа | 1–0 | 1991   | Сингапур Оупън     | Световни серии | Твърда     | Гилад Блум        | 6–4, 6–3                          |
| Загуба | 1–1 | 1991   | Виена Оупън        | Световни серии | Килим (з)  | Михаел Щих        | 4–6, 4–6, 4–6                     |
| Загуба | 1–2 | 1993   | Оупън 13           | Световни серии | Килим (з)  | Марк Росе         | 2–6, 6–7(1–7)                     |
| Загуба | 1–3 | 1995   | Нидерландия Оупън  | Световни серии | Клей       | Марсело Риос      | 4–6, 5–7, 4–6                     |
| Загуба | 1–4 | 1995   | Кънектикът Оупън   | Световни серии | Твърда     | Евгени Кафелников | 6–7(0–7), 2–6                     |
| Загуба | 1–5 | 1995   | Суис Индорс        | Световни серии | Твърда     | Джим Къриър       | 7–6(7–2), 6–7(5–7), 7–5, 2–6, 5–7 |
| Победа | 2–5 | 1996   | Нотингам Оупън     | Световни серии | Трева      | Сандон Столе      | 6–3, 7–6(7–0)                     |
| Загуба | 2–6 | 1996   | Волво Интернешънъл | Шампионски     | Твърда     | Алекс О'Брайън    | 6–7(6–8), 4–6                     |
| Загуба | 2–7 | 1996   | Виена Оупън        | Шампионски     | Килим (з)  | Борис Бекер       | 4–6, 7–6(9–7), 2–6, 3–6           |
| Загуба | 2–8 | 1997   | Стокхолм Оупън     | Световни серии | Твърда     | Йонас Бьоркман    | 6–3, 6–7(2–7), 2–6, 4–6           |
| Победа | 3–8 | 1998   | Нидерландия Оупън  | Световни серии | Килим (з)  | Томас Йохансон    | 7–6(7–2), 6–2                     |
| Победа | 4–8 | 1998   | Тулуза Гран При    | Световни серии | Твърда (з) | Грег Руседски     | 6–4, 6–4                          |